# 바다의 침묵 (1949년 영화)
바다의 침묵(Le Silence De La Mer)은 프랑스, 독일에서 제작된 장 피에르 멜빌 감독의 1947년 드라마, 코미디, 전쟁 영화이다. 하워드 버넌 등이 주연으로 출연하였고 장 피에르 멜빌 등이 제작에 참여하였다.

## 출연

### 주연
- 하워드 버넌
- 니콜 스테판

### 조연
- 장 마리 로뱅
- 아미 아로이
- 조르주 파트릭스
- 드니 사디에르